# Morgan County (Illinois)
Das Morgan County ist ein County im US-amerikanischen Bundesstaat Illinois. Im Jahr 2010 hatte das County 35.547 Einwohner und eine Bevölkerungsdichte von 24,1 Einwohnern pro Quadratkilometer. Der Verwaltungssitz (County Seat) ist Jacksonville.

## Geografie
Das County liegt im mittleren Westen von Illinois und erreicht an seiner westlichen Grenze den Illinois River. Es hat eine Fläche von 1482 Quadratkilometern, wovon neun Quadratkilometer Wasserfläche sind. An das Morgan County grenzen folgende Nachbarcountys:
| Brown County             | Cass County                   |                 |
| Pike County Scott County |                               | Sangamon County |
|                          | Greene County Macoupin County |                 |

### Schutzgebiete
Im äußersten Nordwesten des Countys liegt das vom United States Fish and Wildlife Service unterhaltene Meredosia National Wildlife Refuge, das sich nach Norden bis in das benachbarte Cass County erstreckt.

## Geschichte

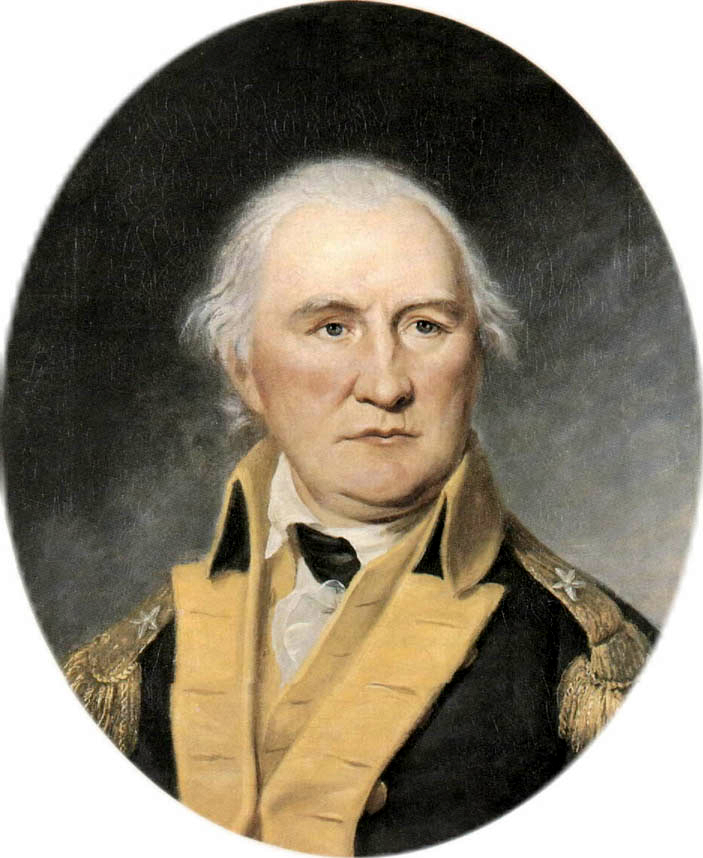
Daniel Morgan

Das Morgan County wurde am 31. Januar 1823 aus Teilen des Greene County und des Sangamon County gebildet. Benannt wurde es nach Daniel Morgan (1736–1802), einem Brigadegeneral der Kontinentalarmee und Kommandeur der Rifle-Brigade, der die britische Armee bei der Schlacht von Cowpens während des Amerikanischen Unabhängigkeitskriegs geschlagen hatte. Von 1797 bis 1799 war er Repräsentant von Virginia.

Die erste Besiedlung durch Weiße ist von 1818 verzeichnet.

### Territoriale Entwicklung

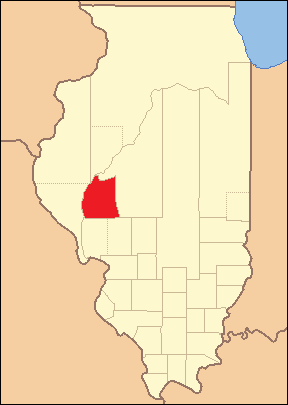
Das Morgan County von seiner Gründung im Jahr 1823 bis 1837
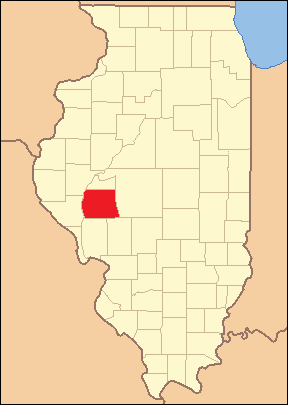
1837 bis 1839
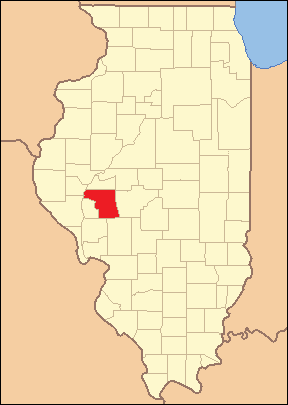
1839 bis 1845
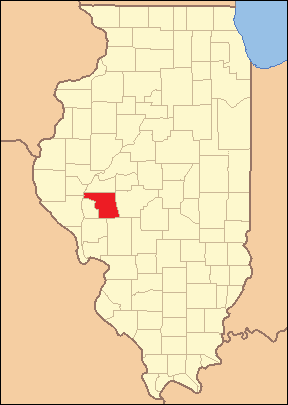
1845 bis heute

## Demografische Daten
Nach der Volkszählung im Jahr 2010 lebten im Morgan County 35.547 Menschen in 13.993 Haushalten. Die Bevölkerungsdichte betrug 24,1 Einwohner pro Quadratkilometer. In den 13.993 Haushalten lebten statistisch je 2,33 Personen.
Ethnisch betrachtet setzte sich die Bevölkerung zusammen aus 91,2 Prozent Weißen, 6,3 Prozent Afroamerikanern, 0,4 Prozent amerikanischen Ureinwohnern, 0,5 Prozent Asiaten sowie aus anderen ethnischen Gruppen; 1,6 Prozent stammten von zwei oder mehr Ethnien ab. Unabhängig von der ethnischen Zugehörigkeit waren 2,2 Prozent der Bevölkerung spanischer oder lateinamerikanischer Abstammung.
21 Prozent der Bevölkerung waren unter 18 Jahre alt, 62 Prozent waren zwischen 18 und 64 und 17 Prozent waren 65 Jahre oder älter. 49,8 Prozent der Bevölkerung war weiblich.

Das jährliche Durchschnittseinkommen eines Haushalts lag bei 44.731 USD. Das Pro-Kopf-Einkommen betrug 23.598 USD. 15,0 Prozent der Einwohner lebten unterhalb der Armutsgrenze.

## Ortschaften im Morgan County
| Citys - Jacksonville - Waverly | Town - Naples1 |

Villages
| - Chapin - Concord - Franklin - Lynnville | - Meredosia - Murrayville - South Jacksonville - Woodson |

Unincorporated Communities
| - Alexander - Arcadia - Arnold | - Clements - Literberry - Nortonville | - Pisgah - Rees - Sinclair |

1 – teilweise im Scott County

## Gliederung
Das Morgan County ist in 40 Bezirke (precincts) eingeteilt:
| Presinct                     | Einwohner (2010) | FIPS     |
| ---------------------------- | ---------------- | -------- |
| Alexander precinct           | 383              | 17-90054 |
| Arcadia precinct             | 899              | 17-90234 |
| Chapin precinct              | 748              | 17-90720 |
| Concord precinct             | 451              | 17-90828 |
| Franklin precinct            | 1192             | 17-91278 |
| Jacksonville No. 1 precinct  | 1162             | 17-91711 |
| Jacksonville No. 2 precinct  | 1645             | 17-91712 |
| Jacksonville No. 3 precinct  | 912              | 17-91713 |
| Jacksonville No. 4 precinct  | 2013             | 17-91714 |
| Jacksonville No. 5 precinct  | 1223             | 17-91715 |
| Jacksonville No. 6 precinct  | 1010             | 17-91716 |
| Jacksonville No. 7 precinct  | 539              | 17-91717 |
| Jacksonville No. 8 precinct  | 827              | 17-91718 |
| Jacksonville No. 9 precinct  | 882              | 17-91719 |
| Jacksonville No. 10 precinct | 1033             | 17-91720 |
| Jacksonville No. 11 precinct | 1596             | 17-91721 |
| Jacksonville No. 12 precinct | 874              | 17-91722 |
| Jacksonville No. 13 precinct | 958              | 17-91723 |
| Jacksonville No. 14 precinct | 903              | 17-91724 |
| Jacksonville No. 15 precinct | 1254             | 17-91725 |

| Presinct                          | Einwohner (2010) | FIPS     |
| --------------------------------- | ---------------- | -------- |
| Jacksonville No. 16 precinct      | 677              | 17-91726 |
| Jacksonville No. 17 precinct      | 1318             | 17-91727 |
| Jacksonville No. 18 precinct      | 620              | 17-91728 |
| Literberry precinct               | 821              | 17-91926 |
| Lynnville precinct                | 610              | 17-91962 |
| Markham precinct                  | 459              | 17-92034 |
| Meredosia No. 1 precinct          | 838              | 17-92043 |
| Meredosia No. 2 precinct          | 660              | 17-92045 |
| Murrayville precinct              | 1038             | 17-92232 |
| Nortonville precinct              | 289              | 17-92268 |
| Pisgah precinct                   | 1028             | 17-92484 |
| Prentice-Sinclair precinct        | 395              | 17-92934 |
| South Jacksonville No. 1 precinct | 881              | 17-93206 |
| South Jacksonville No. 2 precinct | 652              | 17-93208 |
| South Jacksonville No. 3 precinct | 1023             | 17-93210 |
| South Jacksonville No. 4 precinct | 775              | 17-93212 |
| Waverly No. 1 precinct            | 984              | 17-93640 |
| Waverly No. 2 precinct            | 741              | 17-93642 |
| Waverly No. 3 precinct            | 157              | 17-93644 |
| Woodson precinct                  | 1077             | 17-93852 |